# Michał Kurek (aktor)
Michał Kurek (ur. 19 maja 1995 w Lubaczowie) – polski aktor teatralny, telewizyjny i filmowy, absolwent Akademii Sztuk Teatralnych im. Stanisława Wyspiańskiego w Krakowie.

## Życiorys
W 2020 roku uzyskał tytuł magistra na Akademii Sztuk Teatralnych im. Stanisława Wyspiańskiego w Krakowie.
W 2017 otrzymał Nagrodę Specjalną im. Romana Brandstaettera w konkursie na interpretację tekstu religijnego i klasycznego dla aktorów i studentów szkół teatralnych na XVII Festiwalu Sztuki Słowa „Verba Sacra” w Poznaniu.
Na deskach teatru zadebiutował w 2019 w spektaklu „Mistrz i Małgorzata”  w Teatrze im. Wandy Siemaszkowej w Rzeszowie. Współpracuje z Teatrem Wielkim im. Stanisława Moniuszki w Poznaniu, Teatrem im. W. Siemaszkowej w Rzeszowie i Teatrem w Londynie.
Od  2022 roku występuje w Teatrze Polskim w Warszawie.

## Filmografia
| Rok       | Tytuł                   | Rola                                    | Uwagi     |
| --------- | ----------------------- | --------------------------------------- | --------- |
| 2016      | Na sygnale              | Karol                                   | odc. 86   |
| 2017      | Najlepszy               | pacjent ośrodka terapii uzależnień      |           |
| 2018–2020 | Na Wspólnej             | Czarek Łomacz                           |           |
| 2018      | Ślad                    | Wojciech Stachowiak                     | odc. 16   |
| 2019      | Miłość na zakręcie      | Lucek                                   |           |
| 2019      | Leśniczówka             | Karol                                   | odc. 164  |
| 2019      | Pierwsza miłość         | mężczyzna żartujący z Marysi Domańskiej | odc. 2893 |
| 2020      | Będzie dobrze, kochanie | „Bakman”                                |           |
| 2020      | Komisarz Alex           | chłopak                                 | odc. 168  |
| 2020      | Maria nie żyje          | anioł                                   |           |
| 2020      | Szadź                   | student                                 | odc. 1    |
| 2020–2021 | Zakochani po uszy       | Antek Partyka                           |           |
| 2021      | Ojciec Mateusz          | Mieszko Ruczaj                          | odc. 338  |
| 2021      | Pitbull                 | „Bobruk”                                |           |

Sporządzono na podstawie materiału źródłowego.